# Gazeta de Mallorca
Gazeta de Mallorca fou una publicació editada a Mallorca entre el 4 d'abril i el 8 d'agost de 1903. Oferia informació general sobre Palma i la Part forana i articles sobre art i literatura. En fou el director Mateu Obrador i Bennàssar i hi col·laboraren Josep Maria Tous i Maroto, Antoni Maria Alcover, Maria Antònia Salvà i Miquel Costa i Llobera.